# Sisteron
Sisteron ist eine südostfranzösische Kleinstadt und eine Gemeinde mit 7.776 Einwohnern (Stand 1. Januar 2022) im Département Alpes-de-Haute-Provence in der Region Provence-Alpes-Côte d’Azur. Sisteron trägt den Beinamen „Tor zur Provence“ (Porte de Provence); es ist eine wichtige Station an der Route Napoléon.

## Lage und Klima
Sisteron liegt auf dem westlichen Ufer der Durance an der Einmündung des Buëch auf einer Höhe von ca. 490 m am Durchbruch der Durance durch die Bergketten der Montagne de Lure im Westen und des Rocher de la Baume im Osten. Dieser Durchbruch (La Clue de Sisteron) wird auch Porte de La Provence genannt. Sie stellte die Grenze zwischen der historischen Dauphiné im Norden und der Provence im Süden dar und war als Verkehrsweg von militärstrategischer Bedeutung. Heute fließt der Verkehr im Autobahntunnel unter dem Rocher de la Baume hindurch. Die Porte de la Provence ist aber auch eine klimatische Grenze: Erst südlich davon ist der Anbau von Oliven möglich. Die Brücke von Sisteron wurde im 13. Jahrhundert errichtet und war die erste steinerne Brücke über die Durance. Die Städte Marseille und Grenoble sind jeweils ca. 140 km (Fahrtstrecke) entfernt. Das Klima ist gemäßigt bis warm; manchmal weht der Mistral. Regen (ca. 770 mm/Jahr) fällt mit Ausnahme der eher trockenen Sommermonate übers Jahr verteilt.

## Geschichte

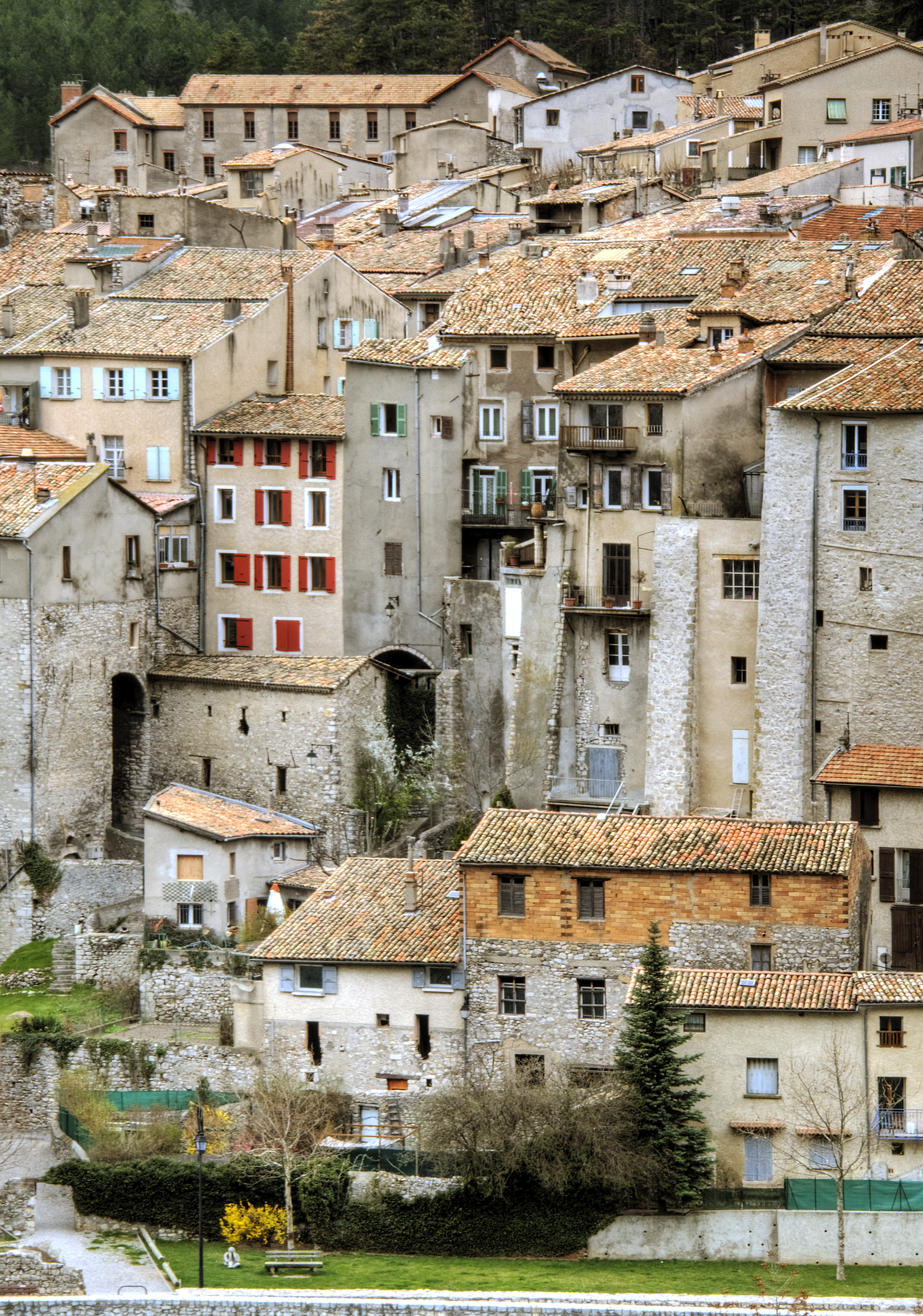
Altstadt von Sisteron

Karte des Orts und der Zitadelle von Sisteron (um 1752)

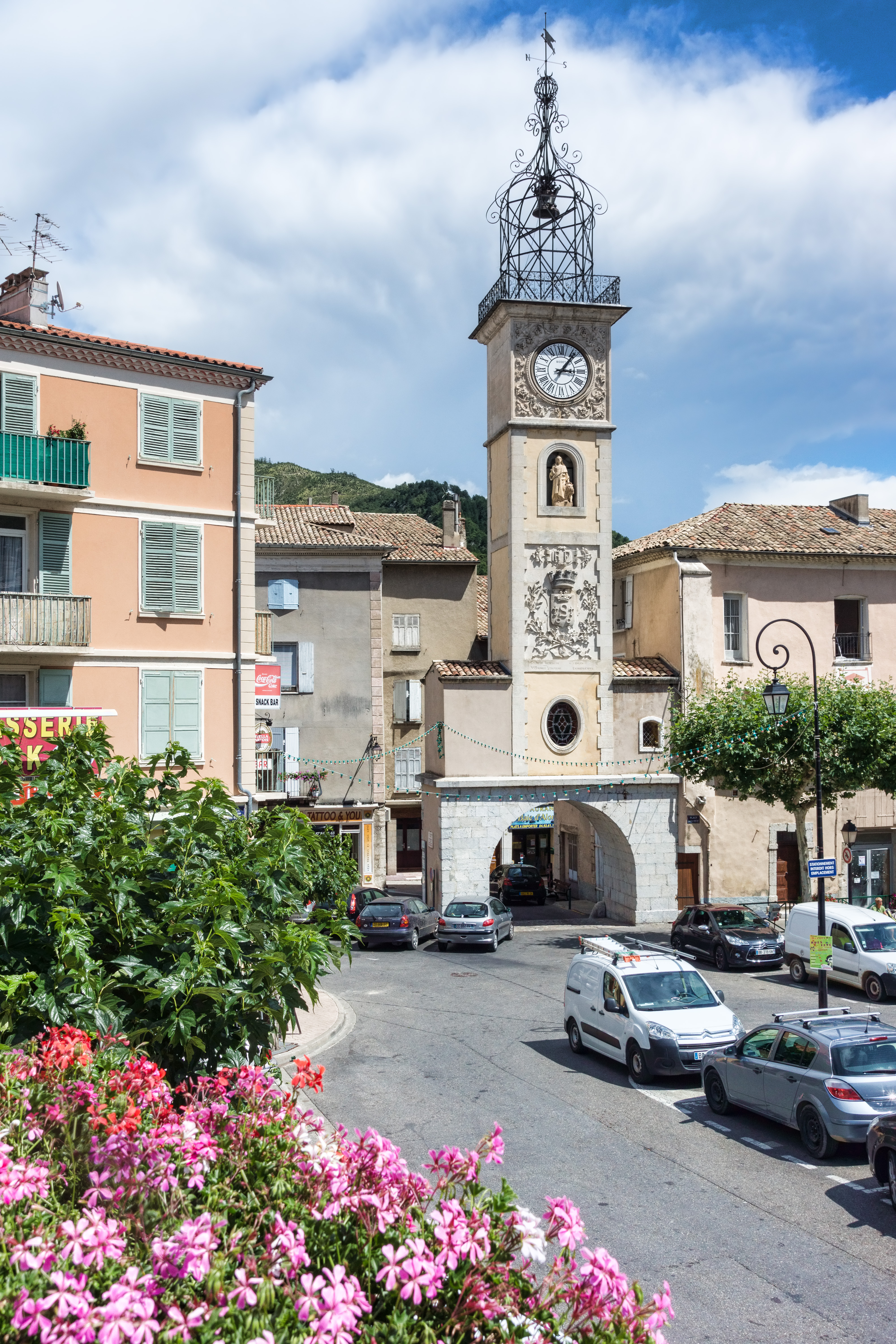
Uhrturm von Sisteron

Die Gegend wird seit rund 4000 Jahren bewohnt. Sisteron selbst war unter dem Namen Segustero in der Römerzeit eine Station auf der Via Domitia, die Italien mit dem Rhônedelta verband. An der Straße nach Authon sind noch Inschriften erhalten, die damals in den Felsen geschlagen wurden. Von der Völkerwanderung wurde Sisteron verschont, von den Sarazenen wurde die Stadt jedoch später geplündert.
Im 6. Jahrhundert wurde Sisteron Sitz eines Bistums, das bis 1790 bestand. Im 11. Jahrhundert errichteten die Grafen von Forcalquier eine Festung bei der Stadt an der Grenze zum Gebiet der Grafschaft Provence. Im Jahr 1193 heiratete Graf Alfons II. von Provence die Erbtochter der Grafen von Forcalquier Garsende de Sabran, womit die beiden Territorien wieder vereinigt waren.
Die Stadt Sisteron kam im Jahr 1483 an Frankreich, als die Provence erbweise an König Ludwig XI. fiel. In dieser Zeit war der Ort sechs Mal von Seuchen betroffen, denen zwei Drittel der Bevölkerung zum Opfer fielen. Während der Hugenottenkriege (1562–1594) war Sisteron umkämpft und wurde zweimal belagert. Aus dieser Zeit stammen die Stadtmauern und die Zitadelle, die durch Jean Errard aus Bar-le-Duc errichtet wurden. Auf Befehl Richelieus wurde hier vom 13. Februar bis 16. August 1639 Prinz Johann Kasimir von Polen gefangengehalten, nachdem er auf einer Reise nach Spanien in Marseille verhaftet und zunächst mehrere Monate im erzbischöflichen Palais von Salon-de-Provence festgehalten worden war.
Während der Französischen Revolution blieb Sisteron royalistisch. Als Napoléon Bonaparte im Jahr 1815 aus dem Exil auf Elba floh und mit einer kleinen Schar von Gefolgsleuten in Golfe-Juan landete, um nach Paris zu ziehen, war der Übergang über die Durance bei Sisteron einer der kritischsten Punkte auf seiner Route, an denen militärischer Widerstand zu erwarten und sein Zug nach Paris von königstreuen Truppen verhältnismäßig mühelos zu beenden gewesen wäre. Der Gouverneur der Provinz, Marschall André Masséna, hatte jedoch vorsorglich den Befehl erteilt, alle Truppen und Vorräte aus Sisteron abzuziehen. Die von ihrer Wachmannschaft aufgegebene Brücke von Sisteron konnte deshalb in den Morgenstunden des 4. März von einer Vorhut von 40 Leuten unter Führung von Pierre Cambronne kampflos besetzt werden, und Napoléon, dem zur persönlichen Bewachung nur noch ein Infanterist und ein Gendarm geblieben waren, zog – begrüßt vom Bürgermeister und vom Unterpräfekten – unbehelligt in Sisteron ein. Nachdem er fünf weitere Leute in Sisteron rekrutiert und sein erschöpftes Pferd gewechselt hatte, brach er am selben Tag mit einer Vorhut auf nach Gap, wo er in den Abendstunden eintraf.
Sisteron gehörte in der Zeit der deutschen Besetzung Frankreichs unter den Bedingungen des Waffenstillstands von Compiègne ab 22. Juni 1940 zum sogenannten unbesetzten Frankreich. In der Zitadelle von Sisteron war ein Internierungszentrum für sogenannte „unerwünschte“ französische, „politische“ und „Common Law“-Häftlinge eingerichtet. Das Lager Sisteron wurde zunächst von französischen Gefängniswärtern und ab dem Jahr 1944 von deutschen Soldaten bewacht.
Am 15. August 1944 wurde Sisteron von englischen und amerikanischen Flugzeugen bombardiert, wobei etwa hundert Bewohner der Stadt umkamen.

## Bevölkerungsentwicklung
| Jahr                       | 1800 | 1851 | 1901 | 1954 | 1999 | 2018 |
| Einwohner                  | 3891 | 4576 | 3874 | 4070 | 6964 | 7579 |
| Quellen: Cassini und INSEE |      |      |      |      |      |      |

Die Einwohnerzahl der Gemeinde ist aufgrund der Zuwanderung aus den umliegenden Dörfern seit den 1950er Jahren deutlich gestiegen.

## Sehenswürdigkeiten

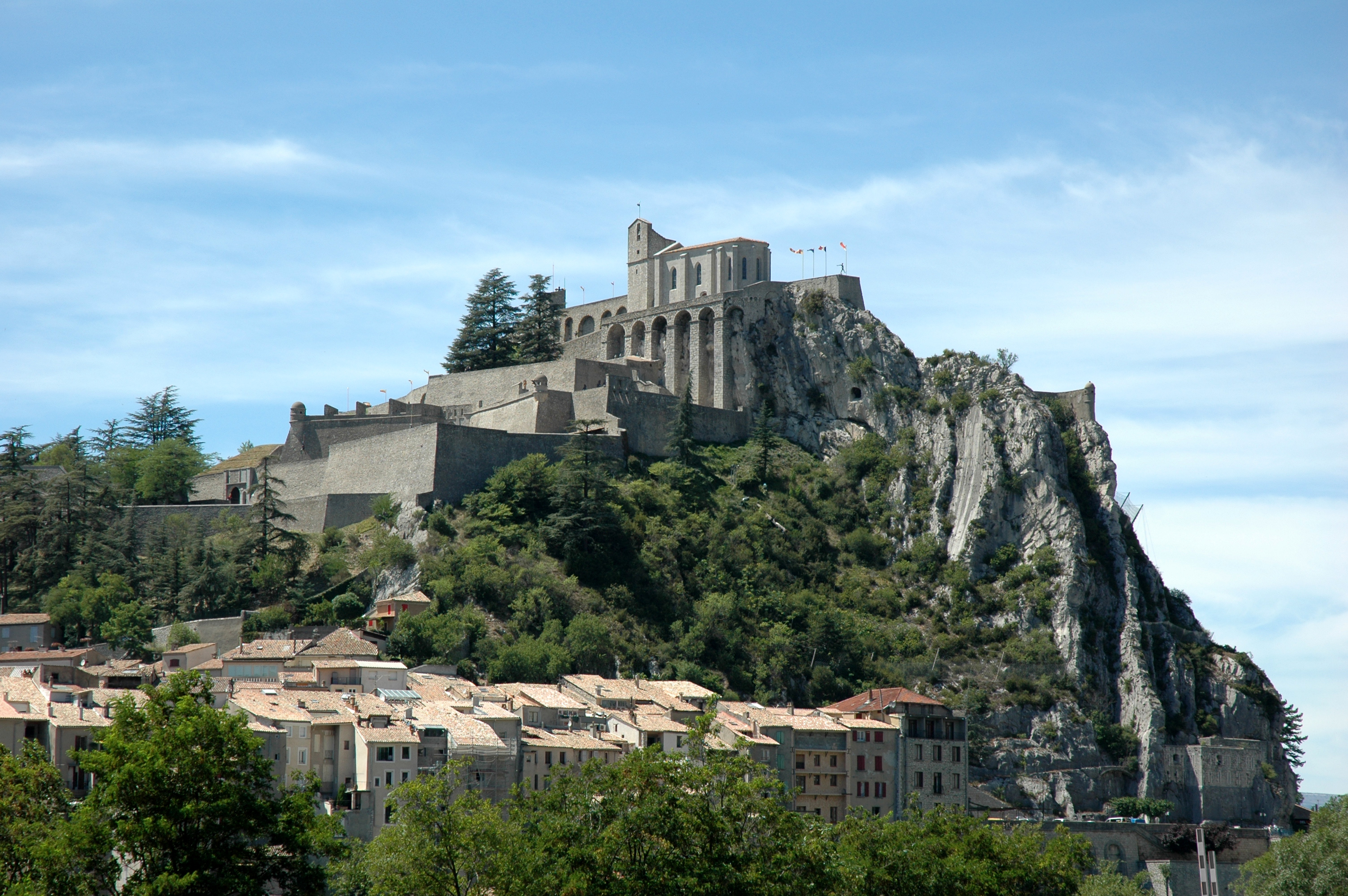
Zitadelle von Sisteron

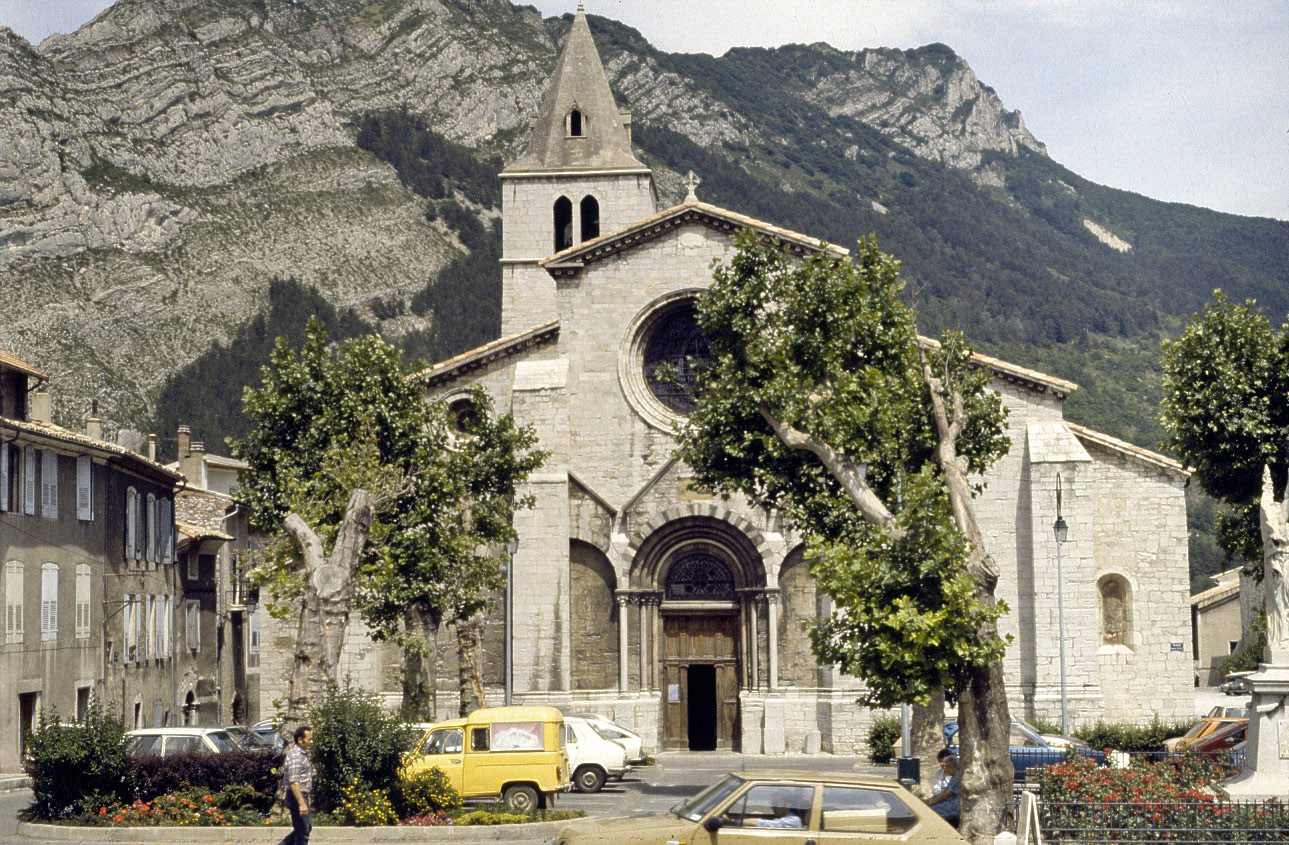
Kathedrale

Siehe auch: Liste der Monuments historiques in Sisteron
- Zitadelle von Sisteron
- Kathedrale Notre-Dame des Pommiers, herausragendes Beispiel lombardisch-provenzalischer Architektur des 12. Jahrhunderts
- Hospital (um 1720)
- Stadtbefestigung (Mauer und Türme)
- Uhrturm mit Glockenkäfig
- Altstadt
- Konvent der Visitandinerinnen (17. Jahrhundert)
- Musée Gallo-Romain
- Brücke über die Durance

Umgebung
- Brücke und Eisenbahnviadukt über den Buëch
- Dominikanerkloster

## Wirtschaft
Grundlage allen Wirtschaftens ist die Landwirtschaft (Ackerbau und Viehzucht), wobei in Sisteron Olivenbäumen traditionsbedingt eine besondere Bedeutung zukommt. Auch Handwerk und Kleinhandel spielen eine Rolle; überdies gibt es etwa 20 Industrieunternehmen mit jeweils ca. 20 bis 100 Mitarbeitern vertreten. Die Niederlassung der Sanofi-Gruppe hat sogar über 600 Beschäftigte. Auch der Tagestourismus ist ein nicht zu unterschätzender Wirtschaftsfaktor.

## Persönlichkeiten
- Jacques Gaffarel (* 1601 in Mane bei Forcalquier; † 1681 in Sigonce), Orientalist und Okkultist, Vertrauter Richelieus
- Daniel de Rampalle (* 1603 in Sisteron; † 1660), Dramatiker und Übersetzer
- Jean-Baptiste Gastaldy (* 1674 in Sisteron; † 1747 in Avignon), Mediziner
- Joseph Philippe François Deleuze (* 1753 in Sisteron; † 1835 in Paris), Naturforscher
- Louis-Antoine Jullien (* 1812 in Sisteron; † 1860 in Neuilly-sur-Seine), Komponist und Dirigent
- Paul Arène (* 1843 in Sisteron; † 1896 in Antibes), Erzähler und Dramatiker

## Partnerstädte
- Herbolzheim in Baden-Württemberg, seit 1975
- Fidenza in Italien, seit 1989
- Oliva in Spanien